# Der blinde Uhrmacher (Film)
Der blinde Uhrmacher ist eine britische Fernsehdokumentation des Evolutionsbiologen Richard Dawkins aus dem Jahre 1987.

## Inhalt
Dawkins erklärt und argumentiert für die Evolutionstheorie Charles Darwins durch den Prozess der natürlichen Selektion.
Grundlage des Films bildet Dawkins eigenes Buch mit dem gleichen Titel. Der Titel spielt auf die Uhrmacher-Analogie an. Bei dieser Analogie handelt es sich um ein teleologisches Argument, das unter anderem vom Theologen William Paley in dieser Form vorgebracht wurde. Heute wird es von Vertretern des Kreationismus und der Pseudowissenschaft Intelligent Design angeführt.
Die Uhrmacher-Analogie besagt, dass eine auf dem Feld gefundene Taschenuhr als intelligent konstruiertes Objekt erkannt werde, und dass folglich auch die lebenden Organismen als Werke eines intelligenten Designers/Schöpfers/Konstrukteurs anzusehen seien. Dagegen argumentiert, wie durch die Evolution die heutigen Lebensformen langsam entstanden sind. Die zufällige Mutation und anschließende Selektion erklärt er durch das Beispielprogramm (das Weasel Program) erläutert und zusätzlich ist auch das Computerprogramm The Blind Watchmaker erhältlich, welches den Prozess der natürlichen Selektion simuliert.
Dawkins besucht auch die Südstaaten der USA, um dort ein besonders absurdes Beispiel für Täuschungsversuche von Kreationisten zu dokumentieren: Die gefälschten menschlichen Fußspuren von Paluxy. Hierbei handelte es sich um einen besonders plumpen Versuch von Kreationisten zu beweisen, dass Menschen und Dinosaurier zur gleichen Zeit auf der Erde gelebt haben.
Dawkins erläutert auch, wie das Evolutionsprinzip, die ständige Verbesserung von Apparaten, von führenden deutschen Unternehmen (Krauss-Maffei, Siemens oder Audi) genutzt werden.